# Leathermouth
Leathermouth è il side-project del chitarrista ritmico dei My Chemical Romance, Frank Iero. Sua è anche la prima etichetta che ha sottoscritto il gruppo, la Skeleton Crew Records.
La band viene formata nel 2007 da alcuni amici di Frank Iero, il quale viene molto colpito dalle potenzialità del gruppo dopo aver ascoltato alcune loro demo. Iero diventa membro fisso quando i testi del precedente cantante non vengono più reputati soddisfacenti. Iero contribuisce nella scrittura dei testi, e li utilizza per esternare quella che è la sua visione del mondo.
Nell'Ottobre del 2008 firmano con la Epitaph Records in opposizione al progetto originale della Skeleton Crew Records. Iero ha pensato che sarebbe stato difficile promuovere l'album attraverso la sua etichetta, visti i suoi impegni con i My Chemical Romance e gli obblighi nei confronti delle altre band appartenenti alla sua etichetta.
Il 27 gennaio 2009 viene pubblicato il primo album, intitolato XØ.

## Formazione
- Frank Iero – voce
- Rob "Bobbie" Venom – chitarra
- Vincent Avarali – chitarra
- Andrew Escobar – basso
- Steve Oyola – batteria

## Discografia
Album in studio
- 2009 – XØ

Singoli
- 2008 – Bodysnatchers 4 Ever